# Tupel
Tupel  (abgeleitet von mittellateinisch quintuplus ‚fünffach‘, septuplus ‚siebenfach‘, centuplus ‚hundertfach‘ etc.) sind in der Mathematik neben Mengen eine wichtige Art und Weise, mathematische Objekte (häufig Zahlen) zusammenzufassen. Ein Tupel ist eine geordnete Liste endlich vieler, nicht notwendigerweise unterschiedlicher Objekte. Das Wort „geordnet“ bringt zum Ausdruck, dass dabei die Reihenfolge, in der die Objekte zusammengefasst sind, eine Rolle spielt. Es gibt verschiedene Möglichkeiten, Tupel formal als Mengen darzustellen. Tupel finden in vielen Bereichen der Mathematik Verwendung, zum Beispiel als Koordinaten von Punkten oder als Vektoren in endlichdimensionalen Vektorräumen.
Von Tupeln unabhängig von ihrer Länge ist selten die Rede. Vielmehr verwendet man das Wort {\displaystyle n}-Tupel oder die im Abschnitt „Besondere Bezeichnungen…“ davon abgeleiteten speziellen Wörter, wenn sich aus dem Zusammenhang die Länge als feste Zahl oder als benannte Konstante wie {\displaystyle n} ergibt. Betrachtet man dagegen viele endliche Folgen unterschiedlicher Längen von Elementen einer Grundmenge, spricht man von endlichen Folgen oder definiert einen neuen Begriff, der oft mit „Kette“ zusammengesetzt ist, z. B. Zeichenkette, Additionskette.
In der Informatik wird der Begriff Tupel auch als Synonym für einen Datensatz verwendet. In diversen Programmiersprachen wie zum Beispiel Python sind Tupel unveränderliche Datensätze.

## Notation
Ein {\displaystyle n}-Tupel ist eine Zusammenfassung von {\displaystyle n} mathematischen Objekten {\displaystyle x_{1},\ldots ,x_{n}} in einer Liste. Im Gegensatz zu Mengen müssen die Objekte dabei nicht notwendigerweise voneinander verschieden sein und ihre Reihenfolge ist von Bedeutung. Tupel werden meist mittels runder Klammern
{\displaystyle (x_{1},\ldots ,x_{n})}
notiert, wobei zwei aufeinanderfolgende Objekte durch ein Komma getrennt werden. Das an der {\displaystyle i}-ten Stelle stehende Objekt {\displaystyle x_{i}} heißt dabei die {\displaystyle i}-te Komponente des Tupels. Gelegentlich werden zur Notation aber auch andere Klammertypen wie spitze oder eckige Klammern verwendet:
{\displaystyle \langle x_{1},\ldots ,x_{n}\rangle } oder {\displaystyle [x_{1},\ldots ,x_{n}]}
Auch andere Trennzeichen, wie Semikolon oder senkrechter Strich sind üblich. Weitere Notationsvarianten sind
{\displaystyle (x_{i})_{i=1,\ldots ,n},(x_{i})_{i\in \{1,\ldots ,n\}},(x_{i})_{i=1}^{n}}
oder auch kurz {\displaystyle (x_{i})}, wenn die Länge des Tupels aus dem Kontext klar ist.

## Besondere Bezeichnungen für n-Tupel mit kleinem n
- Das 0-Tupel heißt leeres Tupel und wird durch {\displaystyle ()} notiert.
- Ein 2-Tupel wird auch geordnetes Paar oder Dupel genannt,
- ein 3-Tupel auch Tripel,
- ein 4-Tupel auch Quadrupel,
- ein 5-Tupel auch Quintupel,
- ein 6-Tupel auch Sextupel.
- Die Reihe wird analog durch lateinische Vervielfältigungszahlwörter fortgesetzt.

## Beispiele
Tupel gleichartiger Objekte:
- {\displaystyle (a)} und {\displaystyle (b)} sind zwei 1-Tupel von Elementen {\displaystyle a,b} einer Menge {\displaystyle A}.
- {\displaystyle (1,3)}, {\displaystyle (2,2)} und {\displaystyle (3,1)} sind drei verschiedene 2-Tupel ganzer Zahlen.
- {\displaystyle (\{1,2\},\{3,4,5\},\{6\})} ist ein 3-Tupel aus Mengen.
- {\displaystyle (\sin ,\,\cos ,\,\tan ,\,\cot )} ist ein 4-Tupel trigonometrischer Funktionen.

Tupel verschiedenartiger Objekte:
- Ein gerichteter Graph ist ein Paar {\displaystyle (V,E)} bestehend aus einer Menge von Knoten {\displaystyle V} und einer Menge gerichteter Kanten {\displaystyle E\subseteq V\times V}.
- Ein Körper ist ein Tripel {\displaystyle (K,+,\,\cdot )} bestehend aus einer Menge {\displaystyle K} und zwei zweistelligen Verknüpfungen {\displaystyle +} und {\displaystyle \,\cdot \,}, die bestimmte Eigenschaften besitzen.
- Ein Wahrscheinlichkeitsraum ist ein Tripel {\displaystyle (\Omega ,\Sigma ,P)} bestehend aus einer Ergebnismenge {\displaystyle \Omega }, einer σ-Algebra {\displaystyle \Sigma } und einem Wahrscheinlichkeitsmaß {\displaystyle P}.

## Gleichheit von Tupeln
Zwei Tupel {\displaystyle (x_{1},\ldots ,x_{n})} und {\displaystyle (y_{1},\ldots ,y_{m})} sind genau dann gleich, wenn sie gleich lang sind und ihre entsprechenden Komponenten gleich sind, das heißt
{\displaystyle (x_{1},\ldots ,x_{n})=(y_{1},\ldots ,y_{m})~\Longleftrightarrow ~n=m} und {\displaystyle x_{i}=y_{i}} für {\displaystyle i=1,\ldots ,n}.

## Darstellung
Ein Tupel {\displaystyle x=(x_{1},\dots ,x_{n})} kann auf verschiedene Arten dargestellt werden.

### Als Menge
Tupel können als Mengen dargestellt werden. Eine einfache Darstellung von {\displaystyle n}-Tupeln lautet:
{\displaystyle n=0\colon \;():=\emptyset }
{\displaystyle n>0\colon \;(x_{1},\ldots ,x_{n}):=\{(x_{1},\ldots ,x_{n-1}),\{x_{n}\}\}}
Mit dieser Darstellung ist das geordnete Paar {\displaystyle (x,y)} die Menge {\displaystyle \{\{\emptyset ,\{x\}\},\{y\}\}}.

### Als Funktion
Tupel können auch als endliche Folgen bzw. Familien respektive als Funktionen mit einem eventuell leeren Abschnitt der Menge der positiven natürlichen Zahlen als Indexbereich (geordnete Paare hier in eckigen Klammern) dargestellt werden.
Als Familie:
{\displaystyle n=0\colon \;():=\emptyset }
{\displaystyle n>0\colon \;(x_{1},\ldots ,x_{n}):=\{[1,x_{1}],\ldots ,[n,x_{n}]\}=(x_{i})_{i\in \{1,\ldots ,n\}}}
Oder äquivalent wenn wir die Familie als Funktion auffassen:
{\displaystyle n=0\colon \;():=\emptyset }
{\displaystyle n>0\colon \;(x_{1},\ldots ,x_{n}):=\{[1,x(1)],\ldots ,[n,x(n)]\}}
Nichtleere Tupel können auch rekursiv auf Basis geordneter Paare dargestellt werden (geordnete Paare auch hier in eckigen Klammern):
{\displaystyle n=1\colon \;(x):=x}
{\displaystyle n>1\colon \;(x_{1},\ldots ,x_{n}):=[(x_{1},\ldots ,x_{n-1}),x_{n}]}
Allerdings gilt für auf letztgenannte Weise dargestellte Tupel lediglich eine schwächere Form des Gleichheitsaxioms: Zwei gleich lange Tupel sind dann und nur dann gleich, wenn ihre entsprechenden Komponenten gleich sind.
Unabhängig davon, wie Tupel als Mengen dargestellt werden, verhalten sich 2-Tupel genauso wie geordnete Paare und können wie diese verwendet werden, auch wenn sich, wie bei der Tupel-Darstellung als endlicher Folge, 2-Tupel- und Paar-Darstellungen unterscheiden.
Die letzte der drei obigen Definitionen hat den Vorteil, dass sie auch für echte Klassen definiert ist, sofern das geordnete Paar {\displaystyle [a,b]} für echte Klassen definiert ist. Das heißt, man kann z. B. das Monoid der Ordinalzahlen {\displaystyle \Omega } mit Addition {\displaystyle +} und neutralem Element {\displaystyle 0} als Tupel {\displaystyle (\Omega ,+,0)} definieren, obwohl es sich bei den Ordinalzahlen um keine Menge, sondern um eine echte Klasse handelt.

## Verwendung
Tupel werden in der Mathematik zum Beispiel als Koordinaten von Punkten oder Vektoren in {\displaystyle n}-dimensionalen Räumen und in der Informatik als Datenfelder und -strukturen verwendet. Folglich werden auch Zeilen oder Spalten von Matrizen ggf. als Tupel angesehen und behandelt.